# Pánida
La Revista Pánida fue una revista de Medellín, Antioquia (Colombia) que circuló durante poco tiempo por la escena literaria y artística antioqueña de los principios del siglo XX. Fue dirigida por León de Greiff y Félix Mejía. Esta revista dio lugar a la creación de un grupo literario llamado "Los Panidos", y más tarde a "Los Nuevos". 
Su primera edición fue el 15 de febrero de 1915 y su última edición fue el 20 de junio de 1915, siendo 10 el número de sus publicaciones.
Los autores que más participaron en la revista fueron: León de Greiff, Ricardo Rendón, Tartarín Moreira, Eduardo Vasco, Fernando González Ochoa, Teodomiro Isaza, Rafael Jaramillo, Jesús Restrepo Olarte, Eduardo Vasco, Jorge Villa, Félix Mejía, Bernardo Martínez, José Manuel Mora y José Gaviria.

## La Balada Trivial de los 13 Pánidas
León de Greiff escribió en 1916 una balada sobre grupo de autores que colaboraron en la revista Pánida, y es la siguiente:
Fumívoros y cafeístas

y bebedores musagetas!

Grandilocuentes, camorristas,

Crispines de elásticas tretas;

inconsolables, optimistas,

o indiferentes, —si os parece—

en nuestros Sábbats liturgistas

los Pánidas éramos trece!